# 후쿠시마정 (미야자키현)
후쿠시마정(福島町)은 일본 미야자키현 미나미나카군에 설치되었던 정이다. 현재의 구시마시의 일부에 해당한다.